# Ognjen Vranješ
Ognjen Vranješ (Banja Luka, 1989. október 24. –) bosnyák válogatott labdarúgó, a Čukarički játékosa.

## Sikerei, díjai
- Borac Banja Luka
  - Bosznia-hercegovinai másodosztály bajnok: 2007–08
- AÉK
  - Görög bajnok: 2017–18

## Fordítás
Ez a szócikk részben vagy egészben  az   Ognjen Vranješ című angol Wikipédia-szócikk fordításán alapul.  Az eredeti cikk szerkesztőit annak laptörténete sorolja fel. Ez a jelzés csupán a megfogalmazás eredetét és a szerzői jogokat jelzi, nem szolgál a cikkben szereplő információk forrásmegjelöléseként.

## További hivatkozások
- Ognjen Vranješ adatlapja a Transfermarkt oldalán (angolul)
- Ognjen Vranješ adatlapja a Soccerway oldalon (angolul)